# Права ЛГБТ у Вікторії

Вікторія на мапі Австралії

Вікторія вважається одним з найбільш прогресивних австралійських штатів у питаннях щодо ЛГБТ-людей. Жіночі одностатеві стосунки в Вікторії були легальні завжди, чоловічі ж узаконені з 1981 року. З 2008 року на території штату реєструються цивільні партнерства для гомосексуальних пар. Одностатеві шлюби реєструються з 2017 року.
Рух за права ЛГБТ в Австралії розгорнувся саме у Вікторії, точніше в Мельбурні. Мельбурнські «Доньки Білітіс» (англ. Daughters of Bilitis, 1969 рік), натхнені однойменним американським формуванням, були першою відкритою громадською ЛГБТ-організацією, хоч вона і проіснувала лише кілька місяців. Діяльність «Дочок Білітіс» підхопила організація «Суспільство-п'ять» (англ. Society Five), створена 1971 року.
ЛГБТ-спільнота Вікторії уважно стежила за подіями в Південній Австралії, пов'язаними з декриміналізацією гомосексуальности, у період з 1972 до 1975 року. 1976 року в часописі «Ейдж» повідомили про масові арешти гей-активістів на пляжі Блек-Рок у Вікторії, що сильно обурило австралійську ЛГБТ-спільноту.

## Закони, що стосуються гомосексуальности в Вікторії
«Содомія» (англ. buggery) вважалася незаконною в Вікторії з 1958 до 1980 року. У тодішньому британському законодавстві цей термін означав незаконність:
1. анальних або оральних контактів, скоєних чоловіком з чоловіком або жінкою;
2. вагінальний контакт, вчинений чоловіком або жінкою над твариною.[10]

Закон про содомію скасували за ліберального уряду Руперта Гамера. Рішення про це було ухвалено 72 голосами проти 7, і набрало чинности в березні 1981 року. Тоді ж був обраний вік згоди для гомосексуальних статевих актів — 18 років. Однак, некоректно сформульований термін «аморальні наміри» (англ. "soliciting for immoral purposes") введений дисидентськими лібералами, дозволив поліції і далі переслідувати гомосексуальних чоловіків в 1980-х роках.
1991 року був ухвалений єдиний вік сексуальної згоди для гомо- і гетеросексуальних пар — 16 років.